# 1557
Il 1557 (MDLVII in numeri romani) è un anno  del XVI secolo.

## Eventi
- Il Portogallo crea la colonia di Macao, in Cina.
- Bancarotta spagnola: a causa di quasi mezzo secolo di guerre condotte dal padre, Carlo V, Filippo II si ritrova un regno sommerso da debiti che non riesce a saldare, nonostante le ingenti entrate dalle colonie americane.
- 27 febbraio – Londra: la Russia apre la sua prima ambasciata.
- 2 luglio – Rapallo: la Madonna appare a Giovanni Chichizola sulle alture di Montallegro. Da ora avranno inizio una serie di eventi prodigiosi che porteranno alla costruzione nel 1558 del santuario di Nostra Signora di Montallegro famoso in tutto il mondo e all'elezione della Madonna di Montallegro quale patrona di Rapallo, del suo capitanato e della diocesi di Chiavari.
- 10 agosto – Battaglia di San Quintino: Filippo II di Spagna, alleato con la moglie Maria I d'Inghilterra, riporta una vittoria totalmente schiacciante contro Enrico II di Francia.
- 21 agosto – Jean de la Valette viene eletto Gran Maestro dell'Ordine di Malta.
- 27 settembre – Palermo: Dopo circa sei giorni di intensa pioggia il lunedì 27 le precipitazioni aumentarono terribilmente su tutta la Conca d'Oro, la pianura su cui si trova Palermo. La diga che tratteneva le acque sui monti sovrastanti Palermo improvvisamente cedeva riversando fino alle vie del Centro storico, una spaventosa ondata di fango. Un evento di tali proporzioni non si verificò più, le vittime furono più di 7000[1].

## Nati

### Gennaio
- 1º gennaio - István Bocskai, nobile e condottiero ungherese († 1606)
- 27 gennaio - ʿAbbās I il Grande, sovrano e militare persiano († 1629)

### Febbraio
- 7 febbraio - Pietro Antonio Crespi Castoldi, presbitero e storico italiano († 1615)
- 15 febbraio - Vittoria Accoramboni, nobildonna italiana († 1585)
- 15 febbraio - Alfonso Fontanelli, compositore, scrittore e diplomatico italiano († 1622)
- 24 febbraio - Mattia d'Asburgo, re († 1619)

### Marzo
- 21 marzo - Anne Dacre, nobildonna e poetessa inglese († 1630)
- 22 marzo - Casimiro VI di Pomerania, nobile tedesco († 1605)
- 25 marzo - Maddalena Salvetti Acciaiuoli, nobile e poetessa italiana († 1610)

### Aprile
- 7 aprile - Tristano Martinelli, attore teatrale italiano († 1630)
- 11 aprile - Federico del Palatinato-Zweibrücken-Vohenstrauss-Parkstein, nobile tedesco († 1597)
- 28 aprile - François de Châtillon, militare francese († 1591)

### Maggio
- 31 maggio - Fëdor I di Russia, russo († 1598)
- 31 maggio - Irina Fëdorovna Godunova, russa († 1603)

### Giugno
- 10 giugno - Leandro Bassano, pittore italiano († 1622)
- 28 giugno - Philip Howard, XX conte di Arundel, nobile inglese († 1595)

### Agosto
- 9 agosto - Giuseppe Calasanzio, presbitero e santo spagnolo († 1648)
- 16 agosto - Agostino Carracci, pittore e incisore italiano († 1602)
- 19 agosto - Federico I di Württemberg, duca († 1608)
- 26 agosto - Sibilla di Jülich-Kleve-Berg, nobile († 1627)
- 28 agosto - Alessandro Marzi Medici, arcivescovo cattolico italiano († 1630)

### Settembre
- 4 settembre - Sofia di Meclemburgo-Güstrow, regina († 1631)

### Ottobre
- 5 ottobre - Antoine Favre, giurista francese († 1624)

### Novembre
- 16 novembre - Anselmo Marzato, cardinale, arcivescovo cattolico e teologo italiano († 1607)

### Senza giorno specificato
- Floriano Ambrosini, architetto italiano († 1621)
- Marzio Andreuzzi, vescovo cattolico italiano († 1622)
- Daniele Casella, scultore e architetto svizzero († 1646)
- Bernardo Castello, pittore italiano († 1629)
- Giovanni Croce, compositore italiano († 1609)
- Antoine Fabre, grammatico e presbitero francese († 1624)
- Giovanni Gabrieli, compositore e organista italiano († 1612)
- Gamō Ujisato, militare giapponese († 1595)
- Edmund Gennings, presbitero inglese († 1591)
- Giulio Cesare Gonzaga, nobile italiano
- Anthony Grey, IX conte di Kent, nobile e politico inglese († 1643)
- Angelo Grillo, scrittore e poeta italiano († 1629)
- Balthasar Gérard, assassino francese († 1584)
- Hatakeyama Yoshitaka, militare giapponese († 1576)
- Katakura Kagetsuna, militare giapponese († 1615)
- Lamoral de Tassis, conte († 1624)
- Emanuele Filiberto Manfredi Luserna d'Angrogna, militare italiano († 1616)
- Carolus Luython, compositore e organista fiammingo († 1620)
- Olaus Martini, religioso svedese († 1609)
- Alderano Mascardi, giurista italiano († 1608)
- Bonaventura Morone, teologo e letterato italiano († 1621)
- Oda Nobutada, militare giapponese († 1582)
- Ascensidonio Spacca, pittore italiano († 1646)
- Tomaso Spinola, doge († 1631)
- Gio Battista Spoletini, giurista italiano († 1634)
- Jean de Sponde, poeta francese († 1595)
- Toda Katsushige, militare giapponese († 1600)
- Gabriele Zinani, letterato, poeta e drammaturgo italiano († 1635)
- Jean de Poutrincourt, esploratore francese († 1615)
- Henri de Saint-Rémy, francese († 1621)
- Çerkes Mehmed Ali Pascià, politico ottomano († 1625)
- Öküz Kara Mehmed Pascià, politico e militare ottomano († 1619)

## Morti

### Gennaio
- 1º gennaio - Pontormo, pittore italiano (n. 1494)
- 3 gennaio - Giacomo Raibolini, pittore e incisore italiano (n. 1484)
- 4 gennaio - Filippo di Meclemburgo, duca (n. 1514)
- 8 gennaio - Alberto Alcibiade di Brandeburgo-Kulmbach, nobile (n. 1522)
- 12 gennaio - Girolamo Pallavicino, politico italiano
- 17 gennaio - Filippo de' Nerli, storico italiano (n. 1486)
- 22 gennaio - Bindo Altoviti, banchiere e mecenate italiano (n. 1491)
- 22 gennaio - Archibald Douglas, VI conte di Angus, nobile scozzese

### Febbraio
- 15 febbraio - Gregor Brück, giurista e politico tedesco
- 17 febbraio - Caterina Cybo, nobile italiana (n. 1501)
- 20 febbraio - Juan de Vergara, umanista spagnolo (n. 1492)
- 28 febbraio - Luigi Antonio Zompa, grammatico e latinista italiano (n. 1496)

### Marzo
- 13 marzo - Luigi di Borbone-Vendôme, cardinale e vescovo cattolico francese (n. 1493)
- 24 marzo - Ascanio I Colonna, nobile italiano (n. 1500)
- 28 marzo - Johann Albrecht Widmannstetter, umanista, teologo e filologo tedesco (n. 1506)

### Aprile
- 9 aprile - Michele Agricola, teologo e vescovo luterano finlandese
- 21 aprile - Girolamo Parabosco, organista, scrittore e poeta italiano
- 29 aprile - Lautaro, militare nativo americano

### Maggio
- 1º maggio - Ōuchi Yoshinaga, militare giapponese (n. 1532)
- 4 maggio - Giorgio d'Austria, arcivescovo cattolico austriaco (n. 1505)
- 18 maggio - Giovanni II del Palatinato-Simmern, nobile tedesco (n. 1492)
- 28 maggio - Thomas Stafford, nobile inglese (n. 1533)
- 30 maggio - Heinrich von Galen, nobile tedesco (n. 1480)
- 31 maggio - Juan Martínez Silíceo, cardinale, arcivescovo cattolico e matematico spagnolo (n. 1486)

### Giugno
- 11 giugno - Giovanni III del Portogallo, re portoghese (n. 1502)
- 26 giugno - Gonzalo Fernández de Oviedo y Valdés, storico e naturalista spagnolo (n. 1476)

### Luglio
- 10 luglio - Giovanni Battista Ramusio, diplomatico, geografo e umanista italiano (n. 1485)
- 16 luglio - Anna di Clèves, principessa tedesca (n. 1515)
- 16 luglio - Vincenzo degli Azani, pittore italiano

### Agosto
- 1º agosto - Olao Magno, umanista, geografo e arcivescovo cattolico svedese (n. 1490)
- 10 agosto - Fabio Mignanelli, cardinale e vescovo cattolico italiano (n. 1496)
- 12 agosto - Celso Martinengo, umanista e teologo italiano (n. 1515)
- 18 agosto - William Courtenay, II conte di Devon, nobile e politico inglese (n. 1529)
- 18 agosto - Paolo Battista Fregoso, condottiero italiano
- 18 agosto - Claude de la Sengle, militare francese (n. 1494)
- 25 agosto - Mary FitzAlan, nobile britannica (n. 1541)
- 26 agosto - Coriolano Martirano, umanista, drammaturgo e vescovo cattolico italiano (n. 1503)

### Settembre
- 1º settembre - Jacques Cartier, esploratore francese (n. 1491)
- 13 settembre - Veit Amerbach, teologo tedesco (n. 1503)
- 13 settembre - John Cheke, politico inglese (n. 1514)
- 15 settembre - Juan Álvarez de Toledo, cardinale e arcivescovo cattolico spagnolo (n. 1488)
- 22 settembre - Niccolò Liburnio, religioso e letterato italiano
- 27 settembre - Go-Nara, imperatore giapponese (n. 1497)
- 27 settembre - Leopoldo d'Austria, vescovo cattolico austriaco

### Ottobre
- 5 ottobre - Askari Mirza, principe indiano (n. 1518)
- 5 ottobre - Bacchiacca, pittore italiano (n. 1494)
- 5 ottobre - Kamran Mirza, principe e poeta indiano (n. 1512)
- 23 ottobre - Muhammad al-Shaykh, sultano marocchino (n. 1490)
- 25 ottobre - William Cavendish, politico inglese (n. 1505)
- 28 ottobre - Isabella Borgia Enriquez, nobildonna, religiosa e scrittrice spagnola (n. 1498)

### Novembre
- 7 novembre - Leonida Malatesta, condottiero italiano (n. 1500)
- 15 novembre - Ferrante I Gonzaga, nobile e condottiero italiano (n. 1507)
- 19 novembre - Maria di Cosimo I de' Medici, nobile italiana (n. 1540)
- 19 novembre - Bona Sforza,  italiana (n. 1494)
- 22 novembre - Oda Nobuyuki, militare giapponese (n. 1536)
- 30 novembre - Galvarino,  nativo americano (n. 1490)

### Dicembre
- 6 dicembre - Elisabetta d'Assia, principessa (n. 1502)
- 7 dicembre - Mary FitzRoy, nobile inglese (n. 1519)
- 13 dicembre - Niccolò Tartaglia, matematico italiano (n. 1499)
- 24 dicembre - Pătrașcu cel Bun

### Senza giorno specificato
- Ahmad al-Araj, sultano marocchino (n. 1486)
- Joshua Boaz, rabbino italiano
- Sebastiano Caboto, navigatore, esploratore e cartografo italiano
- Angelo Canini, linguista italiano (n. 1521)
- Caramuru, esploratore portoghese (n. 1475)
- Giovanni Francesco Conti, poeta e umanista italiano (n. 1484)
- Lucantonio Coppi, nobile e condottiero italiano (n. 1507)
- Thomas Crecquillon, compositore fiammingo
- Agostino Gonzaga, arcivescovo cattolico italiano
- Publio Francesco Modesti, letterato italiano (n. 1471)
- Giovanni Maria Olgiati, ingegnere italiano (n. 1497)
- Diego Pisador, compositore spagnolo (n. 1509)
- Pierre Rebuffi, giurista francese (n. 1487)
- Sessai Chōrō, militare giapponese
- Giovanni Simonetta, vescovo cattolico italiano
- Ermes I Stampa, vescovo cattolico e nobile italiano (n. 1507)
- Gutierre de Cetina, poeta spagnolo (n. 1520)

## Calendario
| Calendario 1557 | Calendario 1557 | Calendario 1557 | Calendario 1557 | Calendario 1557 | Calendario 1557 | Calendario 1557 | Calendario 1557 | Calendario 1557 | Calendario 1557 | Calendario 1557 | Calendario 1557 | Calendario 1557 | Calendario 1557 | Calendario 1557 | Calendario 1557 | Calendario 1557 | Calendario 1557 | Calendario 1557 | Calendario 1557 | Calendario 1557 | Calendario 1557 | Calendario 1557 | Calendario 1557 | Calendario 1557 | Calendario 1557 | Calendario 1557 | Calendario 1557 | Calendario 1557 | Calendario 1557 | Calendario 1557 | Calendario 1557 | Calendario 1557 |
| --------------- | --------------- | --------------- | --------------- | --------------- | --------------- | --------------- | --------------- | --------------- | --------------- | --------------- | --------------- | --------------- | --------------- | --------------- | --------------- | --------------- | --------------- | --------------- | --------------- | --------------- | --------------- | --------------- | --------------- | --------------- | --------------- | --------------- | --------------- | --------------- | --------------- | --------------- | --------------- | --------------- |
|                 | 1               | 2               | 3               | 4               | 5               | 6               | 7               | 8               | 9               | 10              | 11              | 12              | 13              | 14              | 15              | 16              | 17              | 18              | 19              | 20              | 21              | 22              | 23              | 24              | 25              | 26              | 27              | 28              | 29              | 30              | 31              |                 |
| Gennaio         | Ve              | Sa              | Do              | Lu              | Ma              | Me              | Gi              | Ve              | Sa              | Do              | Lu              | Ma              | Me              | Gi              | Ve              | Sa              | Do              | Lu              | Ma              | Me              | Gi              | Ve              | Sa              | Do              | Lu              | Ma              | Me              | Gi              | Ve              | Sa              | Do              |                 |
| Febbraio        | Lu              | Ma              | Me              | Gi              | Ve              | Sa              | Do              | Lu              | Ma              | Me              | Gi              | Ve              | Sa              | Do              | Lu              | Ma              | Me              | Gi              | Ve              | Sa              | Do              | Lu              | Ma              | Me              | Gi              | Ve              | Sa              | Do              |                 |                 |                 |                 |
| Marzo           | Lu              | Ma              | Me              | Gi              | Ve              | Sa              | Do              | Lu              | Ma              | Me              | Gi              | Ve              | Sa              | Do              | Lu              | Ma              | Me              | Gi              | Ve              | Sa              | Do              | Lu              | Ma              | Me              | Gi              | Ve              | Sa              | Do              | Lu              | Ma              | Me              |                 |
| Aprile          | Gi              | Ve              | Sa              | Do              | Lu              | Ma              | Me              | Gi              | Ve              | Sa              | Do              | Lu              | Ma              | Me              | Gi              | Ve              | Sa              | Do              | Lu              | Ma              | Me              | Gi              | Ve              | Sa              | Do              | Lu              | Ma              | Me              | Gi              | Ve              |                 |                 |
| Maggio          | Sa              | Do              | Lu              | Ma              | Me              | Gi              | Ve              | Sa              | Do              | Lu              | Ma              | Me              | Gi              | Ve              | Sa              | Do              | Lu              | Ma              | Me              | Gi              | Ve              | Sa              | Do              | Lu              | Ma              | Me              | Gi              | Ve              | Sa              | Do              | Lu              |                 |
| Giugno          | Ma              | Me              | Gi              | Ve              | Sa              | Do              | Lu              | Ma              | Me              | Gi              | Ve              | Sa              | Do              | Lu              | Ma              | Me              | Gi              | Ve              | Sa              | Do              | Lu              | Ma              | Me              | Gi              | Ve              | Sa              | Do              | Lu              | Ma              | Me              |                 |                 |
| Luglio          | Gi              | Ve              | Sa              | Do              | Lu              | Ma              | Me              | Gi              | Ve              | Sa              | Do              | Lu              | Ma              | Me              | Gi              | Ve              | Sa              | Do              | Lu              | Ma              | Me              | Gi              | Ve              | Sa              | Do              | Lu              | Ma              | Me              | Gi              | Ve              | Sa              |                 |
| Agosto          | Do              | Lu              | Ma              | Me              | Gi              | Ve              | Sa              | Do              | Lu              | Ma              | Me              | Gi              | Ve              | Sa              | Do              | Lu              | Ma              | Me              | Gi              | Ve              | Sa              | Do              | Lu              | Ma              | Me              | Gi              | Ve              | Sa              | Do              | Lu              | Ma              |                 |
| Settembre       | Me              | Gi              | Ve              | Sa              | Do              | Lu              | Ma              | Me              | Gi              | Ve              | Sa              | Do              | Lu              | Ma              | Me              | Gi              | Ve              | Sa              | Do              | Lu              | Ma              | Me              | Gi              | Ve              | Sa              | Do              | Lu              | Ma              | Me              | Gi              |                 |                 |
| Ottobre         | Ve              | Sa              | Do              | Lu              | Ma              | Me              | Gi              | Ve              | Sa              | Do              | Lu              | Ma              | Me              | Gi              | Ve              | Sa              | Do              | Lu              | Ma              | Me              | Gi              | Ve              | Sa              | Do              | Lu              | Ma              | Me              | Gi              | Ve              | Sa              | Do              |                 |
| Novembre        | Lu              | Ma              | Me              | Gi              | Ve              | Sa              | Do              | Lu              | Ma              | Me              | Gi              | Ve              | Sa              | Do              | Lu              | Ma              | Me              | Gi              | Ve              | Sa              | Do              | Lu              | Ma              | Me              | Gi              | Ve              | Sa              | Do              | Lu              | Ma              |                 |                 |
| Dicembre        | Me              | Gi              | Ve              | Sa              | Do              | Lu              | Ma              | Me              | Gi              | Ve              | Sa              | Do              | Lu              | Ma              | Me              | Gi              | Ve              | Sa              | Do              | Lu              | Ma              | Me              | Gi              | Ve              | Sa              | Do              | Lu              | Ma              | Me              | Gi              | Ve              |                 |